# Description géographique de l'élection de Vézelay
Description géographique de l'élection de Vézelay (sous-titré Contenant ses revenus, sa qualité, les mœurs de ses habitants, leur pauvreté et richesse, la fertilité du pays et ce que l'on pourrait y faire pour en corriger la stérilité et procurer l'augmentation des peuples et l'accroissement des bestiaux) est un mémoire rédigé par Sébastien Le Prestre de Vauban en janvier 1696. Ce mémoire offre une description statistique très fine  qui porte sur les cinquante-quatre paroisses de l'élection de Vézelay. Il constitue le neuvième mémoire du deuxième tome des "Oisivetés" qui rassemble les écrits des années 1695-1696.

## LaDescription

### Un état des lieux d'une élection du royaume de France en 1696
Ce mémoire dresse une description très précise de l'état de l'élection de Vézelay peu après les années catastrophiques de crise des subsistances de 1692 et 1693, années terriblement froides et humides qui causèrent une très forte augmentation de la mortalité. En cela il fait écho, à la lettre au roi rédigée par Fénelon en 1693.
Homme de plein vent, toujours sur les routes et les chemins du royaume, Vauban n’a guère eu le temps de se consacrer à son Nivernais natal, là où vit sa sœur, Charlette, sa femme, Jeanne d’Osnay-Vauban, où sont nées ses deux filles, où se trouvent ses terres et son imposant château de Bazoches, celui de ses aïeux (il appartenait au père de sa grand-mère maternelle), qu’il a racheté, sans cesse embelli, et qu’il occupe depuis 1681. 
Pourtant, à la fin de l’année 1695, dans une période, rare, d’accalmie guerrière, il a l’opportunité d’y séjourner, au retour d’une mission en Basse Bretagne pendant laquelle il s’est illustré, notamment à Brest et à Camaret, contre les Anglais. Cette année-là a vu l’institution de la capitation, un impôt qui s’ajoutait à ceux déjà perçus. Or Vauban, on le sait, militait pour le remplacement de tous les impôts par un prélèvement unique, proportionnel, frappant chacun, privilégié ou non. Mais la levée d’un tel impôt impliquait la connaissance exacte des richesses du pays et de ses habitants. Malgré tous les efforts de Colbert, cette connaissance faisait défaut. Aussi ce séjour un peu exceptionnel à Bazoches lui offre-t-il l’occasion, peut-être unique, d’éprouver sur une terre familière, ses méthodes d’observation et de description, ses analyses statistiques, dans le but d’inciter les “ décideurs ” de l’État royal à agir.
L’élection de Vézelay est bien, en effet, le territoire qu’il connaît le mieux : il s’agit là de son “ cher ” pays, comme il aime tant le nommer. Plus encore, en propriétaire obstiné et avisé, il n’a cessé d’agrandir son domaine et d’acheter des parcelles et des seigneuries, au rythme des rentrées d’argent qui ponctuent ses réussites militaires au service du roi de guerre : en 1696, à la tête d’un “ pré carré ” de quelque mille deux cents hectares, dont quatre cents hectares de bois, Sébastien Le Prestre de Vauban est le seigneur de six des cinquante-quatre paroisses qui composent cette élection de Vézelay dans la généralité de Paris : Bazoches, Cervon, Charancy, Fontenay (il en est le co-seigneur avec l’abbé de Vézelay), Neuffontaines (achetée en 1693) et Pierre-Perthuis (acquise en 1680). Comme le souligne Anne Blanchard, sa Description de l’élection de Vézelay, source vive, “ a été vécue avant d’avoir été écrite ”. Ainsi, “ il y a soixante à soixante dix ans, explique-t-il, que la moitié ou les deux tiers des bois étaient en futaie (belle forêt) ”. Et d’ajouter : “ il n’y a plus ni glands, ni faines, ni châtaignes dans le pays où il y en avait anciennement beaucoup ”, soulignant l’épuisement des essences nobles de son enfance…
Ce texte est essentiel, aussi, parce qu’il fait figure de prototype : Vauban souhaitait qu’une telle enquête soit menée dans toutes les circonscriptions du royaume. Aussi propose-t-il l’élection de Vézelay tout à la fois comme un modèle, un échantillon de “ mauvais pays ” et un territoire d’expérimentation des paramètres statistiques qu’il a mis au point (ventilation des terres par nature des cultures, rendement moyen par arpent, etc.), une “ boussole ”, en somme, à l’usage des hommes du pouvoir. Cette boussole serait d’autant plus indispensable que nous sommes en 1696, dans le contexte de la fin de la guerre de la Ligue d’Augsbourg (1688-1697), une guerre particulièrement lourde, longue, coûteuse, épuisante, qui a entraîné notamment une surfiscalisation frappant à contretemps puisque la capitation a été levée au lendemain de la plus dramatique des crises de subsistances du XVIIe siècle, celle des années 1692-1693 (1692, une année terriblement froide ; 1693, une année terriblement humide). Cette crise, selon Marcel Lachiver, a provoqué un surcroît de 1 300 000 morts : un véritable électrochoc, entraînant une prise de conscience dont témoigne, par exemple Fénelon, qui écrit sa Lettre au roi (1694), dans laquelle il dénonce l’injustice et l’arbitraire de la politique, notamment fiscale, de l’État royal : « au lieu de tirer de l’argent de ce pauvre peuple, il faudrait lui faire l’aumône et le nourrir. La France entière n’est plus qu’un grand hôpital désolé et sans provision… »

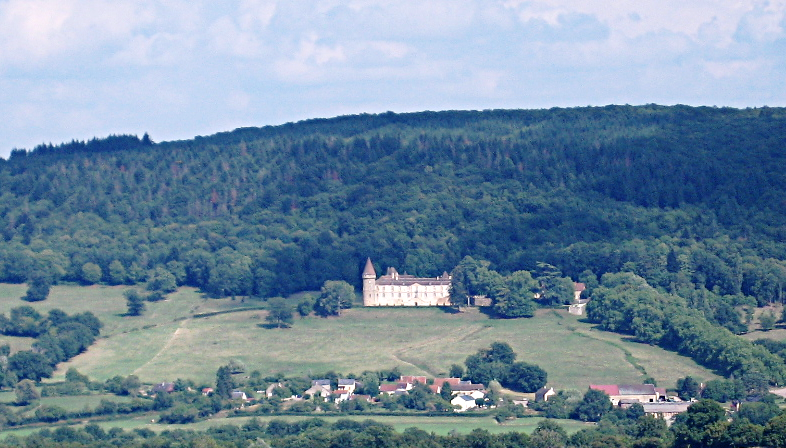
Le château de Bazoches

Il convient de lire ce mémoire en gardant toujours à l’esprit ce triple contexte : personnel (le terroir de Vauban), intellectuel (un modèle pour l’économie politique naissante), conjoncturel (un témoignage des “ années de misère ” du règne de Louis XIV). Le titre complet (Description géographique de l’élection de Vézelay contenant ses revenus, sa qualité, les mœurs de ses habitants, leur pauvreté et richesse, la fertilité du païs, et ce que l’on pourrait y faire pour en corriger la stérilité et procurer l’augmentation des peuples et l’accroissement des bestiaux) annonce à la fois une approche descriptive mais aussi des propositions de “ réformation ” pour une politique concrète, dans la perspective d’une amélioration des conditions de vie, notamment pour les plus humbles. Plus précisément, ce mémoire se compose de trois éléments structurellement liés, qui rendent bien compte de la “ méthode ” très cartésienne du Vauban ingénieur, animé par un souci constant de précision, d’exhaustivité et de distance critique : une description analytique ; une synthèse en forme de carte et de tableau chiffré ; des propositions de réformes.

### Un rapport qui est un  modèle d'"arithmétique politique"
Il s'agit à la fois d'un prototype et d'un modèle pour l'économie politique naissante, et Vauban voulait que ce type de mémoire soit rédigé partout à travers toutes les circonscriptions du royaume. Le choix de l'élection de Vézelay, n'est évidemment pas lié au hasard. Vauban est le seigneur de six des cinquante-quatre paroisses de cette élection, qu'il connait particulièrement bien. Il est le seigneur du Château de Bazoches, où il a organisé son cabinet de travail, et où se retrouvent ses dessinateurs et assistants.
Vauban a voulu rendre immédiatement visible, “ clair comme le jour ”, écrit-il, l’ensemble de ses observations, d’où la constitution d’un tableau méticuleux en forme d’inventaire chiffré, d’une dimension de 53 cm sur 38, qui, comme les plans reliefs, a pour but de miniaturiser la réalité, de la rendre observable, sinon maîtrisable, en un seul regard, instantané : l’œil du roi, comme l’œil de l’intendant ou du gouverneur, pourra ainsi en “ surplombant ” en quelque sorte le territoire, prendre aussitôt les mesures qui s’imposent pour rectifier, corriger, réformer. “ Pour faire exécuter les ordres du Roy, écrit-il dans sa Méthode généralle et facile pour faire le dénombrement des Peuples (1686), il faut de nécessité que [les gouverneurs] connoissent le fort et le faible de ceux à qui ils ont à faire et sur qui se doit étendre leur pouvoir, les moyens qu’ils ont de le mettre en exécution, et par où, et comment les appliquer, ce qui ne se peut avec les conditions requises sans des dénombrements qui expliquent et distinguent en même temps le pais, les personnes, et les facultez ”. En classant des données disparates selon plusieurs axes, il s’agit bien de rendre immédiatement visible, palpable, mesurable, la réalité à modifier, car “ faute de ces connoissances, ils sont ordinairement contraints d’agir sur des conjectures et des rapports imparfaits, très souvent faux, et sur des ouï-dire incertains et quelquefois intéressé qui accusent rarement vray ”. En conséquence, “ ceux qui sont chargez de ces sortes d’affaires, quelque bonne intention qu’ils ayent, ne sçavent jamais positivement l’état des peuples envers qui ils doivent agir, et c’est à quoy ils seroit aisé de parvenir par le moyen des dénombrements et détaillez comme ceux de ces tables ”.
Ce tableau statistique, qui récapitule le “ Dénombrement des peuples, fonds de terre, bois et bestiaux de l’élection de Vezelai, fait au mois de janvier 1696 ”, se donne comme une vision instantanée des principaux paramètres quantifiés de l’élection. Dans ce tableau à colonnes, on trouve les paroisses avec les données chiffrées de quelques-unes de leurs composantes réparties en 36 rubriques, depuis le nombre des maisons “ sur pied ” et “ en ruine ” jusqu’aux débits de vin (dernière colonne chiffrée), en passant par le nombre et la composition des familles, les têtes de bétail, la superficie des terres, des vignes, des bois, le nombre des moulins.
Il faut noter que Vauban utilise la numérotation arabe, sanctionnant ainsi l’abandon des chiffres romains. Avocat de la construction d’une “ histoire concrète de l’abstraction qui puisse montrer comment des notions immatérielles se construisent sur le modèle des objets du monde empirique et deviennent susceptibles des mêmes calculs ”, Jean-Claude Perrot a souligné l’importance de ce transfert d’outil : c’est le paysage, en quelque sorte, qui se trouve ainsi “ arithmétisé ”, permettant de conférer aux propositions de réformes qui vont suivre, la rationalité d’une démonstration mathématique. Nous sommes bien ici dans un processus d’arithmétisation du politique.

### Un programme de réformes qui annonceLa Dixme royale
Son titre complet est: Description géographique de l'élection de Vézelay, contenant ses revenus, sa qualité, les mœurs de ses habitants, leur pauvreté et richesse, la fertilité du pays et ce que l'on pourrait y faire pour en corriger la stérilité et procurer l'augmentation des peuples et l'accroissement des bestiaux. 
Vauban ne fait pas seulement un état des lieux sociologique et économique du territoire, il propose un véritable programme de réforme pour améliorer l'économie locale, et développer le territoire.
La description et le tableau statistique de l’élection de Vézelay ne visaient qu’un but : convaincre les hommes de pouvoir (de l'intendant au roi) de la nécessité d’une réforme. Il s’agit de promouvoir l’amélioration de la production des terres et des hommes, de défendre l’idée et la réalité d’une équité des impôts, pour «  réarmer », en quelque sorte, le moteur économique et social enrayé depuis la grande crise des années 1692-1694.
Ce programme, à double finalité, locale et « nationale », est exposé en 14 points ; il prend la forme d’un « cahier de doléances », qui se présente comme un vaste projet que Vauban suggère d’expérimenter d’abord dans le cadre géographique de l’élection, avec la perspective d’une application généralisée à l’échelle du royaume : imposition au vingtième (c’est-à-dire à 5 % sur les revenus de la terre et de l’industrie), amélioration de la production, amélioration de la navigation, unification des mesures et des coutumes, recherche de la paix, amélioration du commerce, diminution du prix du sel, amélioration du sort des sujets par un impôt sur les revenus « proportionné aux forces de chacun », sans aucune exception, ni de bien ni de personne, cette mesure demandant une « très exacte et très fidèle recherche et de toutes les connaissances nécessaires ».
Presque toute la Dixme royale est déjà là, en filigrane, dans ces propositions destinées à faire sortir le peuple « de l’état pauvre et souffreteux » où il est, à un état « de bonheur et de félicité »…

## Publication

### "Les Oisivetés de Monsieur de Vauban"
Vauban aurait rédigé ce mémoire pendant son séjour au Château de Bazoches en janvier 1696. Avant sa publication, le manuscrit a circulé dans le cercle des administrateurs du domaine royal. Ainsi l'intendant de la généralité de Paris, Jean de Phélypeaux (1646-1711), s'en est largement inspiré pour la rédaction de son mémoire pour l'instruction du Duc de Bourgogne (1697).
Le manuscrit de "La Description", fut publié en l'An X (1802), par le ministre de l'Intérieur Nicolas François de Neufchâteau, sous le titre de "Description de Vézelay", dans le Tome trois de la revue "les Annales de Statistique".
Le manuscrit paraît au XIXe siècle dans "Les Oisivetés de Monsieur de Vauban: Ou ramas de plusieurs mémoires de sa façon sur différents sujets" qui rassemble un ensemble de textes et d'essais rédigés par Vauban entre 1683 et 1707.

## Annexe

#### Sources
- « Département de l'Yonne. En quel lieu est né le maréchal de Vauban », Annales de Statistique, Imprimerie de Valade, Paris, vol. 3,‎ an x - 1802, p. 323-489
- Oisivetés de Monsieur de Vauban, Paris, J. Corréard, 1843, 3 tomes en 2 vol.
- Les Oisivetés de Monsieur de Vauban, ou ramas de plusieurs mémoires de sa façon sur différents sujets, Seyssel, Champ Vallon, 2007, 1721 p. (ISBN 978-2-87673-471-5, lire en ligne)* Édition intégrale établie sous la direction de Michèle Virol, Seyssel. Il s'agit de la première édition intégrale des vingt-neuf mémoires laissés à l'état manuscrit par Vauban. Ce mémoire est préfacé et annoté par l'historien Joël Cornette.

#### Études bibliographiques ou critiques
- Norbert Meusnier, « Vauban : Arithmétique Politique, Ragot et autre Cochonnerie », Arithmétique politique dans la France du XVIIIe siècle,‎ 2003, p. 91-132
- Hélène Vérin, « Michèle Virol dir., Les Oisivetés de Monsieur de Vauban », Documents pour l'histoire des techniques, no 15,‎ 1er semestre 2008